# Mode Gakuen Spiral Towers

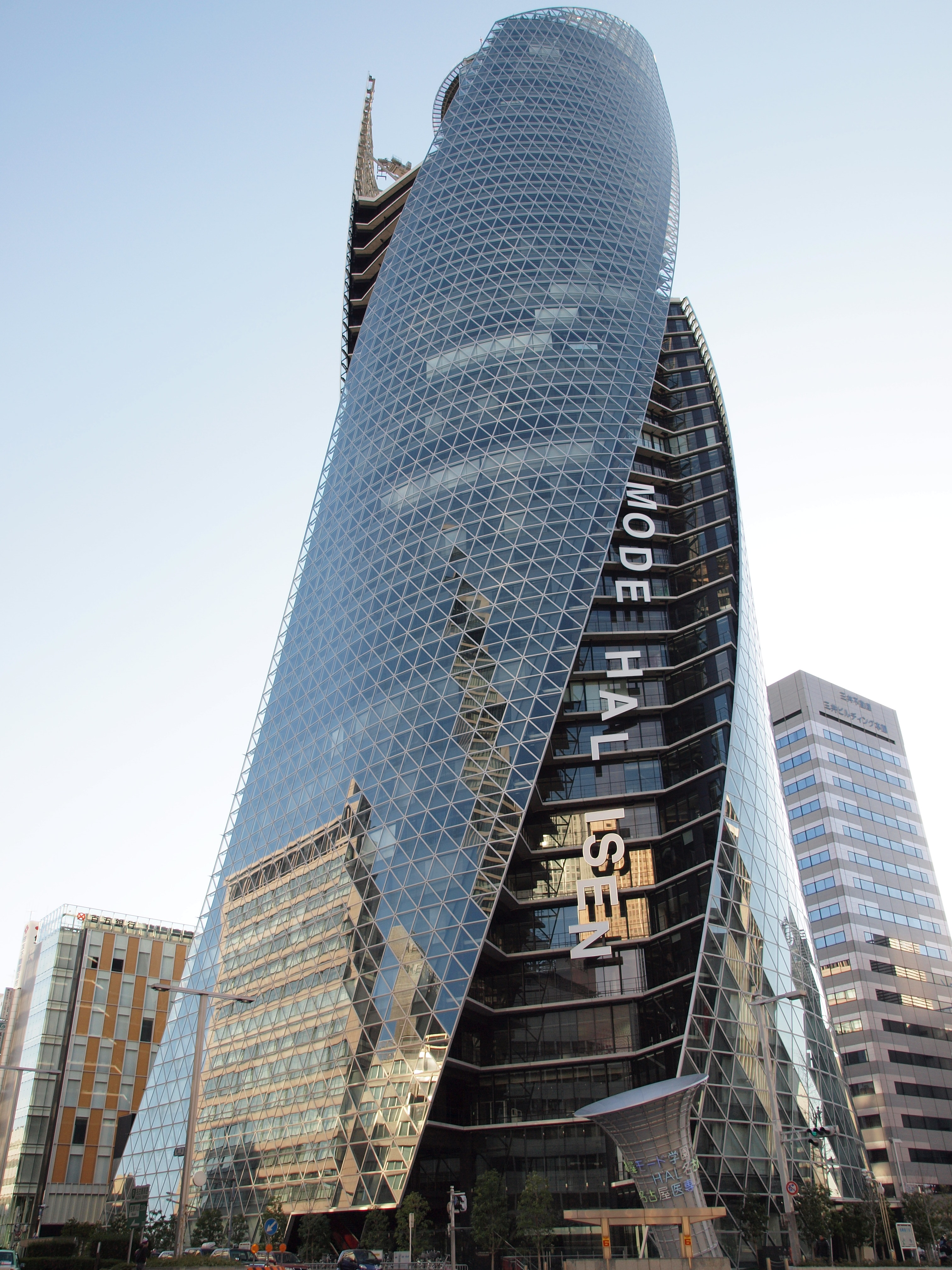
Mode Gakuen Spiral Towers.

Mode Gakuen Spiral Towers (モード学園スパイラルタワーズ, Mōdo gakuen supairaru tawāzu) es una instalación educativa de 170 metros (558 pies) ubicada en Nakamura-ku, Nagoya, Aichi, Japón. El edificio alberga a tres escuelas de formación profesional: Nagoya Modo Gakuen, HAL y Nagoya Nagoya Isen. Fue construido del año 2005 al 2008, cuenta con 36 pisos superiores y 3 subterráneos, el arquitecto fue Nikken Sekkei.